# Paralelní přenos (geometrie)
Paralelní přenos je způsob, jakým lze vytvořit rovnoběžný vektor k jinému vektoru v libovolně zakřiveném prostoru (nebo prostoročase).

## Odvození
Mějme v lokálním inerciálním systému dva body a mezi nimi libovolnou křivku, jejíž parametrizaci označíme jako {\textstyle \lambda }. V jednom z těchto bodů mějme vektor {\textstyle V'^{\alpha }} (index {\textstyle \alpha }označuje jeho složky). Vektor k němu rovnoběžný ve druhém bodě vytvoříme tak, že budeme {\textstyle V'^{\alpha }} přenášet podél definované křivky paralelně, tj. za splněné podmínky
{\displaystyle {\frac {\mathrm {d} V'^{\alpha }}{\mathrm {d} \lambda }}=0} .
Vektor, který je rovnoběžný ke křivce, označíme {\textstyle u}. Z definice platí pro jeho složky
{\displaystyle u^{\beta }={\frac {\mathrm {d} \xi ^{\beta }}{\mathrm {d} \lambda }}},
kde {\textstyle \xi ^{\beta }} značí složky polohového vektoru v lokálním inerciálním systému. Pak z předchozí rovnice plyne
{\displaystyle {\frac {\mathrm {d} V^{\alpha }}{\mathrm {d} \lambda }}={\frac {\partial V^{\alpha }}{\partial \xi ^{\beta }}}{\frac {\mathrm {d} \xi ^{\beta }}{\mathrm {d} \lambda }}={V^{\alpha }}_{,\beta }u^{\beta }=0}
(zde symbol {\textstyle {,\beta }} znamená derivaci podle souřadnice).
Označíme-li polohové vektory v obecných souřadnicích {\displaystyle x}, pak transformace vektoru {\displaystyle V'(\xi )} na {\displaystyle V(x)} je dána vztahem
{\displaystyle V'^{\alpha }={\frac {\partial \xi ^{\alpha }}{\partial x^{\mu }}}V^{\mu }}
Po dosazení do první rovnice dostaneme
{\displaystyle {\frac {\mathrm {d} V'^{\alpha }}{\mathrm {d} \lambda }}={\frac {\mathrm {d} }{\mathrm {d} \lambda }}\left({\frac {\partial \xi ^{\alpha }}{\partial x^{\mu }}}V^{\mu }\right)={\frac {\partial ^{2}\xi ^{\alpha }}{\partial x^{\sigma }\partial x^{\mu }}}{\frac {\mathrm {d} x^{\sigma }}{\mathrm {d} \lambda }}V^{\mu }+{\frac {\partial \xi ^{\alpha }}{\partial x^{\mu }}}{\frac {\mathrm {d} V^{\mu }}{\mathrm {d} \lambda }}=0}.
Přeznačením indexů u prvního výrazu z {\textstyle \mu } na {\textstyle \nu } a vynásobením {\displaystyle {\frac {\partial x^{\mu }}{\partial \xi ^{\alpha }}}} přejde rovnice na
{\displaystyle {\frac {\partial x^{\mu }}{\partial \xi ^{\alpha }}}{\frac {\partial ^{2}\xi ^{\alpha }}{\partial x^{\sigma }\partial x^{\nu }}}{\frac {\mathrm {d} x^{\sigma }}{\mathrm {d} \lambda }}V^{\nu }+{\frac {\mathrm {d} V^{\mu }}{\mathrm {d} \lambda }}=0},
což lze také zapsat jako
{\displaystyle {\frac {\mathrm {d} V^{\mu }}{\mathrm {d} \lambda }}+{\Gamma ^{\mu }}_{\sigma \nu }u^{\sigma }V^{\nu }=0} ,
kde {\displaystyle {\Gamma ^{\mu }}_{\sigma \nu }} jsou složky afinní konexe. Toto je rovnice pro paralelní přenos.

## Rovnice geodetiky
Rovnici paralelního přenosu
{\displaystyle {\frac {\mathrm {d} V^{\mu }}{\mathrm {d} \lambda }}+{\Gamma ^{\mu }}_{\sigma \nu }u^{\sigma }V^{\nu }=0}
lze také zapsat pomocí kovariantní derivace jednoduše jako
{\displaystyle {\frac {\mathrm {D} V^{\mu }}{\mathrm {d} \lambda }}=0} nebo {\displaystyle {V^{\mu }}_{;\alpha }=0} .
Pokud přenášíme rovnoběžný vektor
{\displaystyle V^{\mu }=u^{\mu }={\frac {\mathrm {d} x^{\mu }}{\mathrm {d} \lambda }}} ,
dostaneme rovnici geodetiky
{\displaystyle {\frac {\mathrm {D} ^{2}x^{\mu }}{\mathrm {d} \lambda ^{2}}}={\frac {\mathrm {d} ^{2}x^{\mu }}{\mathrm {d} \lambda ^{2}}}+{\Gamma ^{\mu }}_{\sigma \nu }u^{\sigma }u^{\nu }=0} .